# Beaumont-du-Ventoux
Beaumont-du-Ventoux – miejscowość i gmina we Francji, w regionie Prowansja-Alpy-Lazurowe Wybrzeże, w departamencie Vaucluse.
Według danych na rok 1990 gminę zamieszkiwało 260 osób, a gęstość zaludnienia wynosiła 9 osób/km² (wśród 963 gmin regionu Prowansja-Alpy-W. Lazurowe Beaumont-du-Ventoux plasuje się na 584. miejscu pod względem liczby ludności, natomiast pod względem powierzchni na miejscu 350.).